# 兵庫県立生野高等学校
兵庫県立生野高等学校（ひょうごけんりついくのこうとうがっこう）は、兵庫県朝来市にある高等学校。

## 概要
1913年（大正2年）創立の生野町立生野実科女学校（高等女学校）、1943年（昭和18年）創立の兵庫県立生野中学校（旧制中学）を母体としている。
生野実科女学校は、兵庫県生野実科高等女学校（1919年）、兵庫県生野高等女学校（1928年）、兵庫県立生野高等女学校（1930年）、兵庫県立生野しろがね高等学校（1947年）、兵庫県立生野北高等学校（1948年）と改称した。
また、生野中学校は、兵庫県立生野南嶺高等学校（1947年）、兵庫県立生野南高等学校（1948年）と改称している。
1948年9月18日、女子校である生野北高等学校と、男子校である生野南高等学校が合併して、共学の生野高等学校となった。
2016年現在、文部科学省からSGH（スーパーグローバルハイスクール）アソシエイト校、英語教育強化地域拠点事業モデル校に指定、兵庫県教育委員会より特別支援学校と高等学校との交流及び共同学習実施事業指定校に指定されている。
生野中学校一期生には、政治評論家の竹村健一がいる。

## 沿革
公式HP「沿革・歴史」による。
高等女学校・新制高等学校（女子校）時代
- 1913年  (大正2年) 4月1日 - 生野町立生野実科女学校創立、町立生野尋常高等小学校校舎内に開設
- 1928年  (昭和3年) 4月2日 - 兵庫県生野高等女学校と校名変更
- 1930年  (昭和5年) 4月1日 - 兵庫県に移管し、兵庫県立生野高等女学校となる。
- 1948年  (昭和23年) 7月1日 - 公立新制高等学校再編成により、兵庫県立しろがね高等学校に校名変更
- 1948年  (昭和23年) 8月16日 - 兵庫県立生野北高等学校に校名変更

旧制中学校・新制高等学校（男子校）時代
- 1943年  (昭和18年) 3月9日 - 兵庫県立生野中学校が設立認可され、生野町立国民学校校舎内に開設
- 1948年  (昭和23年) 7月1日 - 公立新制高等学校再編成により、兵庫県立生野南嶺高等学校に校名変更
- 1948年  (昭和23年) 8月16日 - 兵庫県立生野南高等学校に校名変更

新制高等学校（男女共学）
- 1948年  (昭和23年) 8月31日 - 兵庫県告示605号により兵庫県立生野高等学校設置
- 1948年  (昭和23年) 8月31日 - 兵庫県告示606号により県立生野南並びに生野北高等学校は廃止
- 1949年  (昭和24年) 7月20日 - 校章制定
- 1949年  (昭和24年) 12月6日 - 学校位置を兵庫県朝来郡生野町真弓字坂巻432番地1(現在地)に移転
- 1964年  (昭和39年) 4月1日 - 学区制改革により南但学区となり、朝来郡、養父郡、村岡町、美方町、大河内町及び神崎町の区域となる
- 1966年  (昭和41年) 3月31日 - 第1校舎、普通教室6教室竣工
- 1967年  (昭和42年) 3月30日 - 第1校舎、普通教室15教室増築
- 1968年  (昭和43年) 1月16日 - 校長公舎竣工
- 1970年  (昭和45年) 3月25日 - 第2運動場造成工事竣工
- 1970年  (昭和45年) 7月17日 - プール新設
- 1972年  (昭和47年) 3月31日 - 特別教室竣工
- 1973年  (昭和48年) 3月31日 - 特別校舎増築
- 1975年  (昭和50年) 3月31日 - 生徒部室竣工
- 1978年  (昭和53年) 2月28日 - 管理棟竣工
- 1981年  (昭和56年) 9月26日 - 体育館竣工
- 1983年  (昭和58年) 3月31日 - 中庭築庭竣工
- 1986年  (昭和61年) 4月1日 - 普通科に理数コース設置
- 1991年  (平成3年) 1月20日 - 正門・庭園竣工、舗装整備
- 2003年  (平成15年) 4月1日 - 普通科の理数コースを科学探究コースに改編
- 2007年  (平成19年) 3月30日 - プール改修
- 2015年  (平成27年）4月1日 - 学区制改革により第5学区となり、但馬県民局全域及び神河町の区域となる
- 2018年  (平成30年) 4月1日 - 普通科を地域探求類型に、科学探求コースを観光グローバル類型に改編
- 2019年  (平成31年) 4月1日 - 文部科学省「地域との協働による高等学校教育改革推進事業」指定（3年間）

## 設置学科
- 全日制課程
  - 普通科 (地域探求類型)
  - 普通科 (観光・グローバル類型)

1年生は両類型ともほぼ共通の科目を学ぶ。2年生より、観光・グローバル類型は観光系とグローバル系に、地域探求類型は地域連携系と地域探求系に分かれる。グローバル系と地域探求系はさらにそれぞれ文系と理系に分かれ、進学を見据えたカリキュラムとなる。
観光・グローバル類型は特色選抜入試に合格した者、地域探求類型は一般入試に合格した者で編成される。特色選抜入試は県下全域から出願可能、一般入試は第5学区に加え、朝来市の特例で神河町からも出願可能である。

## 進学連携校方式
第5学区の 進学連携校方式により、生野、朝来、和田山、梁瀬、神河の5校が連携中学校とされ、普通科一般入試では5校以外からの合格者数は募集定員の18%以内に限られる。

## 部活動

### 運動部
- 野球部
- 陸上競技部
- ソフトテニス部
- バスケットボール部
- バドミントン部
- 剣道部
- バレーボール部

### 文化部
- 美術部
- 茶華道部
- 吹奏楽部
- 家庭科部

## アクセス
- JR播但線生野駅から南へ徒歩10分
- 播但連絡道路生野ランプから車で約5分[3]

## 著名な出身者
- 大仲土和（さいたま地方検察庁検事正、最高検察庁総務部長、関西大学名誉教授）
- 竹村健一 (政治評論家)　大阪府立生野中学校から転校。